# Carlos A. Madrazo

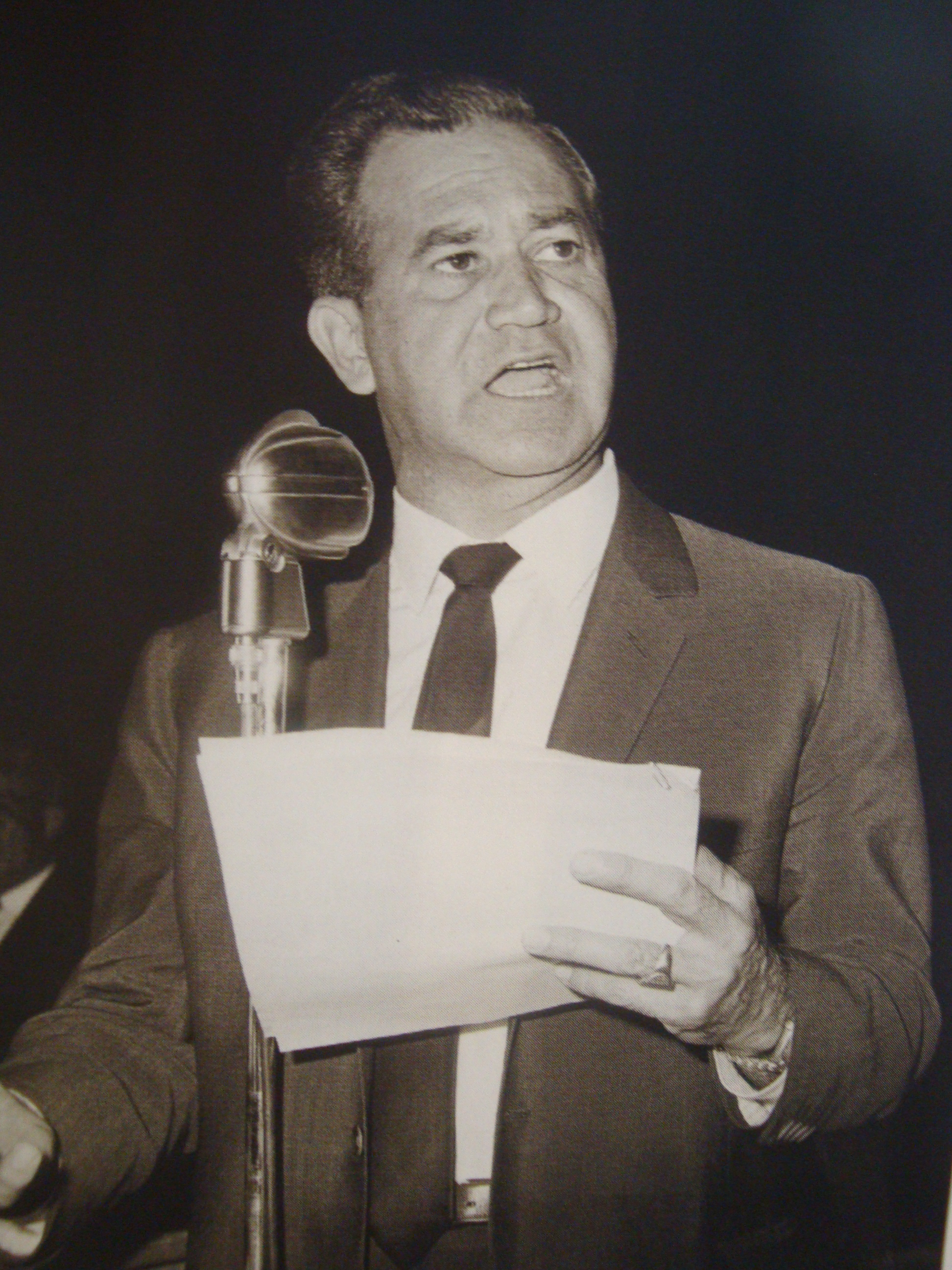
Carlos A. Madrazo

Carlos Alberto Madrazo Becerra (Parilla, 7 juli 1915 - Monterrey, 4 juni 1969) was een hervormingsgezind Mexicaans politicus.
Madrazo werd geboren in de staat Tabasco, waar hij opgroeide in armoede. Hij studeerde aan het José N. Rovirosa-instituut, waar hij opviel door zijn welbespraaktheid. Toen hij een toespraak mocht houden over Benito Juárez op diens geboortedag trok hij de aandacht van Tomás Garrido Canabal, die hem uitnodigde op rondreizen door de staat, waar hij bekend kwam te staan als 'de jonge tribune'. Hij kreeg een beurs om aan de Juárezuniversiteit van Tabasco te studeren, en later aan de Nationale Autonome Universiteit van Mexico (UNAM).
In 1938 sloot hij zich aan bij de Partij van de Mexicaanse Revolutie (PRM), die later werd hernoemd tot Institutioneel Revolutionaire Partij (PRI) waarvoor hij een aantal functies vervulde. In 1943 sloot hij zich aan bij Javier Rojo Gómez, die presidentsambities had. Toen Rojo Gómez echter werd getroffen door zijn tegenstanders en werd geïmpliceerd in een schandaal rond het Braceroprogramma waarmee hij eigenlijk niets van doen had, kwam Madrazo gedurende korte tijd achter de tralies terecht.
Madrazo werd een vertrouweling van president Adolfo López Mateos (1958-1964) en werd in 1958 tot gouverneur van Tabasco gekozen. Hij besteedde als gouverneur veel aandacht aan publieke werken; hij liet honderd kilometer snelweg aanleggen, verschillende scholen en ziekenhuizen bouwen en bevorderde de zuivelverwerkende en cacaoindustrie. Na zijn termijn werd Madrazo voorzitter van de PRI. Hij probeerde verschillende democratische hervormingen door te voeren, waaronder het houden van voorverkiezingen voor lokale kandidaten, het aanwijzen van studenten op belangrijke posities en onderzoek naar politieke corruptie. Hij ondervond echter veel weerstand binnen de partij en teleurgesteld in het weinig democratische karakter werd hij een jaar later gedwongen op te stappen door president Gustavo Díaz Ordaz. Hierna richtte hij zijn pijlen openlijk op de PRI. Hij beschuldigde de partij ervan Mexico dictatoriaal te regeren, en sympathiseerde met de studentendemonstraties van 1968, die eindigden in het bloedbad van Tlatelolco, dat Madrazo openlijk veroordeelde.
In 1969 kwamen hij en zijn vrouw, Graciela Pintado, om het leven bij een vliegtuigongeluk nabij Monterrey. Dit ongeluk is nooit helemaal opgehelderd. Hoewel betrokkenheid van de PRI bij zijn dood nooit bewezen is, vermoeden velen dat zijn dood toch geen ongeluk geweest is. Zijn dood is nooit officieel onderzocht. Madrazo's zoon Roberto Madrazo is tegenwoordig een prominent politicus van de PRI, en was presidentskandidaat voor de presidentsverkiezingen van juli 2006.
- Gemeinsame Normdatei: 1056202475
- International Standard Name Identifier: 0000 0000 3112 0073
- Library of Congress Control Number: n86138261
- Nederlandse Thesaurus van Auteursnamen: 126436789
- Virtual International Authority File: 40866785
- WorldCat: E39PBJvxtbkKtFRfGjGChQKTpP